# Kevyn Popovich
Kevyn Green Popovich (Portland, 7 agosto 1985) è un ex cestista statunitense, professionista in Europa. È il nipote di A.C. Green.